# Niklas Behrens
Niklas Behrens (Bremen, 6 de noviembre de 2003) es un deportista alemán que compite en ciclismo en la modalidad de ruta.
Ganó una medalla de oro en el Campeonato Mundial de Ciclismo en Ruta de 2024 y una medalla de plata en el Campeonato Europeo de Ciclismo en Ruta de 2024, ambas en la prueba de ruta sub-23.

## Medallero internacional
| Campeonato Mundial | Campeonato Mundial | Campeonato Mundial | Campeonato Mundial |
| Año                | Lugar              | Medalla            | Competición        |
| ------------------ | ------------------ | ------------------ | ------------------ |
| 2024               | Zúrich (Suiza)     | Medalla de oro     | Ruta sub-23        |
| Campeonato Europeo |                    |                    |                    |
| Año                | Lugar              | Medalla            | Competición        |
| 2024               | Limburgo (Bélgica) | Medalla de plata   | Ruta sub-23        |

## Palmarés
2023
- 1 etapa del Flanders Tomorrow Tour

2024
- Youngster Coast Challenge
- 2.º en el Campeonato Europeo en Ruta sub-23
- Campeonato Mundial en Ruta sub-23